# Hageland Aviation Services
Hageland Aviation Services — американская авиакомпания местного значения со штаб-квартирой в городе Анкоридж (Аляска, США), выполняющая регулярные пассажирские и чартерные перевозки между небольшими аэропортами штата Аляска.
Портом приписки авиакомпании и её главным транзитным узлом (хабом) является Международный аэропорт Анкоридж имени Теда Стивенса, в качестве вторичного хаба перевозчик использует Аэропорт имени Уили Поста-Уилла Роджерса в городе Барроу (Аляска).

## История
Авиакомпания Hageland Aviation Services была основана в 1981 году в Маунтин-Виллидж (штат Аляска) бизнесменами Джеймсом Твето и Майком Хейгелендом. Первоначально флот перевозчика состоял из одного самолёта Cessna 180.
Впоследствии Hageland Aviation Services стала дочерним подразделением управляющего холдинга HoTH, Inc. наряду с тремя местными авиакомпаниями Frontier Flying Service, Arctic Circle Air и Era Aviation. Четыре авиационных перевозчика холдинга в настоящее время работают под общим брендом Frontier Alaska и имеют самый крупный флот и самую большую маршрутную сеть среди других авиакомпаний в штате Аляска.
В марте 2007 года в штате авиакомпании работало 172 сотрудника.

## Флот
По состоянию на январь 2010 года воздушный флот авиакомпании Hageland Aviation Services состоял из следующих самолётов
- 1 Beech 1900C Cargo
- 1 Cessna 180
- 1 Cessna 206
- 19 Cessna 207
- 17 Cessna Caravan 675B
- 4 Reims/Cessna F406

## Маршрутная сеть
В 2007 году Hageland Aviation Services выполняла регулярные пассажирские рейсы по следующим пунктам назначения:
1. Акиачак (KKI) — Аэропорт Акиачак
2. Акиак (AKI) — Аэропорт Акиак
3. Алаканук (AUK) — Аэропорт Алаканук
4. Амблер (ABL) — Аэропорт Эмблер
5. Анкоридж (ANC) — Международный аэропорт Анкоридж имени Теда Стивенса (хаб)
6. Аниак (ANI) — Аэропорт Аниак
7. Анвик (ANV) — Аэропорт Анвик
8. Атмаутлуак (ATT) — Аэропорт Атмаутлуак
9. Атказук (ATK) — Аэропорт Атказук имени Эдварда Барнелла
10. Барроу (BRW) — Аэропорт имени Уили Поста-Уилла Роджерса (хаб)
11. о. Бартер/Кактовик (BTI) — Аэропорт Бартер-Айленд LRRS
12. Бетел (BET) — Аэропорт Бетел
13. Бревиг-Мишен (KTS) — Аэропорт Бревиг-Мишен
14. Бакленд (BKC) — Аэропорт Бакленд
15. Чефорнак (CYF) — Аэропорт Чефорнак
16. Чевак (VAK) — Аэропорт Чевак
17. Чуатбалук (CHU) — Аэропорт Чуатбалук
18. Крукед-Крик (CKD) — Аэропорт Крукед-Крик
19. Дедхорс (SCC) — Аэропорт Дедхорс
20. Диринг (DRG) — Аэропорт Диринг
21. Ик (EEK) — Аэропорт Ик
22. Элим (ELI) — Аэропорт Элим
23. Эммонак (EMK) — Аэропорт Эммонак
24. Гамбелл (GAM) — Аэропорт Гамбелл
25. Головин (GLV) — Аэропорт Головин
26. Грейлинг (KGX) — Аэропорт Грейлинг
27. Холи-Кросс (HCR) — Аэропорт Холи-Кросс
28. Хупер-Бей (HPB) — Аэропорт Хупер-Бей
29. Калскаг (KLG) — Аэропорт Калскаг
30. Касиглук (KUK) — Аэропорт Касиглук
31. Кайана (IAN) — Аэропорт имени Боба Бейкера
32. Кипнук (KPN) — Аэропорт Кипнук
33. Кивалина (KVL) — Аэропорт Кивалина
34. Кобук (OBU) — Аэропорт Кобук
35. Конгиганак (KKH) — Аэропорт Конгиганак
36. Котлик (KOT) — Аэропорт Котлик
37. Коцебу (OTZ) — Аэропорт имени Ральфа Вайена
38. Коюк (KKA) — Аэропорт Коюк имени Альфреда Адамса
39. Куитлук (KWT) — Аэропорт Куитлук
40. Куигиллингок (KWK) — Аэропорт Куигиллингок
41. Маршалл (MLL) — Аэропорт Маршалл имени Дона Хантера
42. Мекорьюк (MYU) — Аэропорт Мекорьюк
43. Маунтин-Виллидж (MOU) — Аэропорт Маунтин-Виллидж
44. Ньюток (WWT) — Аэропорт Ньюток
45. Найтмьют (NME) — Аэропорт Найтмьют
46. Ноатак (WTK) — Аэропорт Ноатак
47. Ном (OME) — Ном (аэропорт)
48. Нурвик (ORV) — Аэропорт имени Роберта (Боба) Куртиса
49. Нуиксут (NUI) — Аэропорт Нуиксут
50. Нунам-Икуа (SXP) — Аэропорт Шелдон-Пойнт
51. Нунапитчук (NUP) — Аэропорт Нунапитчук
52. Пайлот-Стейшен (PQS) — Аэропорт Пайлот-Стейшен
53. Пойнт-Лей (PIZ) — Аэропорт Пойнт-Лей LRRS
54. Порт-Кларенс (KPC) — База береговой охраны Порт-Кларенс
55. Куинагак (KWN) — Аэропорт Куинагак
56. Ред-Девил (RDV) — Аэропорт Ред-Девил
57. Рашен-Мишен (RSH) — Аэропорт Рашен-Мишен
58. Савунга (SVA) — Аэропорт Савунга
59. Скаммон-Бей (SCM) — Аэропорт Скаммон-Бей
60. Селавик (WLK) — Аэропорт Селавик
61. Шагелук (SHX) — Аэропорт Шагелук
62. Шактулик (SKK) — Аэропорт Шактулик
63. Шишмарёв (SHH) — Аэропорт Шишмарёв
64. Шангнак (SHG) — Аэропорт Шаньнак
65. Слитмьют (SLQ) — Аэропорт Слитмьют
66. Сент-Мэрис (KSM) — Аэропорт Сент-Мэрис
67. Сент-Майкл (SMK) — Аэропорт Сент-Майкл
68. Стеббинс (WBB) — Аэропорт Стеббинс
69. Теллер (TLA) — Аэропорт Теллер
70. Токсук-Бей (OOK) — Аэропорт Токсук-Бей
71. Тулуксак (TLT) — Аэропорт Тулуксак
72. Тунтутулиак (WTL) — Аэропорт Тунтутулиак
73. Тунунак (TNK) — Аэропорт Тунунак
74. Уналаклит (UNK) — Аэропорт Уналаклит
75. Уэйнрайт (AIN) — Аэропорт Уэйнрайт
76. Уайт-Маунтин (WMO) — Аэропорт Уайт-Маунтин

## Авиапроисшествия и несчастные случаи
- 8 ноября 1997 года. Самолёт Cessna 675B, выполнявший регулярный рейс 500, разбился вблизи Аэропорта имени Уили Поста-Уилла Роджерса по причине закончившегося в полёте топлива. Все восемь человек, находившиеся на борту самолёта, погибли.